# Гамбит Фрома
Гамбит Фрома — гамбитное продолжение дебюта Бёрда, возникающее после ходов: 
1. f2-f4 e7-e5.
Относится к фланговым началам. Впервые введён в практику (1862) датским шахматистом М. Фромом (1828—1895). Первые анализы гамбита Фрома опубликованы датским шахматистами Г. Нильсеном и С. Сёренсеном (1874). В современной шахматной практике встречается редко.
Основная трактовка: белые стремятся к захвату центра, препятствуя ходу е5; чёрные, как правило, жертвуют центр, пешку е5 и стараются использовать уязвимую позицию белого короля.

## Варианты
2.fe (2.е4 ведёт к королевскому гамбиту) d6 3.ed С:d6 4.Kf3 (основная позиция; хуже
4.g3 h5 с угрозой 5. … h4) g5! [продолжение Эм. Ласкера (1892); слабее 4. … Kh6 5.d4 Kg4 6.Фd3! Кc6 (6. … К : h2? 7.Фе4±) 7.с3 0—0 8.е4 Ле8 9.Се2±] 5.d4 (5.g3 g4 6.Kh4 Ke7 7.d4 Kg6 8.Kg2 Kc6 9.c3 h5 10.Cd3 h4=; плохо 5.h3?? Сg3#) g4 6.Ke5 C:e5 7.de Ф:d1+ 8.Kp: d1 Kc6;
A. 9.Cf4 Ce6 10.e3 Kge7 11.Cb5 0-0-0+! 12.Kpc1 Cd5 13.Лg1 а6 14.Ce2 Се6 15.Cg5!= 

Б. 9.Кс3 Се6 (9… К:е5 10. Cf4 Kg6 11. Kd5±) 10.Cf4 0-0-0+ 11.Kpc1 Kge7 12.e3 Kg6=, М. Чигорин — З. Тарраш, Вена, 1898.
6. Kg5!? (предложено С. Тартаковером) f5 (6. … Фе7 7. ФdЗ! f5 8. h3!± А. Алехин) 7.е4 h6 8.е5 Се7 9.Kh3 gh 10.Фh5 Kpf8 11. Сс4 Лh7! (идея Д. Гречкина, при 11. … Фе8 12.Ф:h3 Кc6 12.с3 Фg6
14. 0—0 у белых опасная инициатива) 12.Фg6 Сb4+ (12. … Лg7? 13.С:h6 К:h6 14.Ф:h6±) 13.Кре2 (13.с3 Лg7 14.С:h6? Фh4+) Лg7 14.С:h6 К:h6 15.Ф:h6 Фg5∓.